# Palais du Parlement de Catalogne
Le Palais du Parlement de Catalogne (en catalan : Palau del Parlament de Catalunya) est situé dans le parc de la Ciutadella à Barcelone (Catalogne, Espagne). C'est le siège du Parlement de Catalogne, institution héritière de la Cort General de Catalunya (en français « Cour générale de Catalogne »). Le bâtiment était originellement un arsenal situé dans l'ancienne citadelle. Il a été construit, comme la citadelle, par l'ingénieur militaire Georges-Prosper de Verboom entre 1716 et 1748.

## Histoire

### L'arsenal de la citadelle

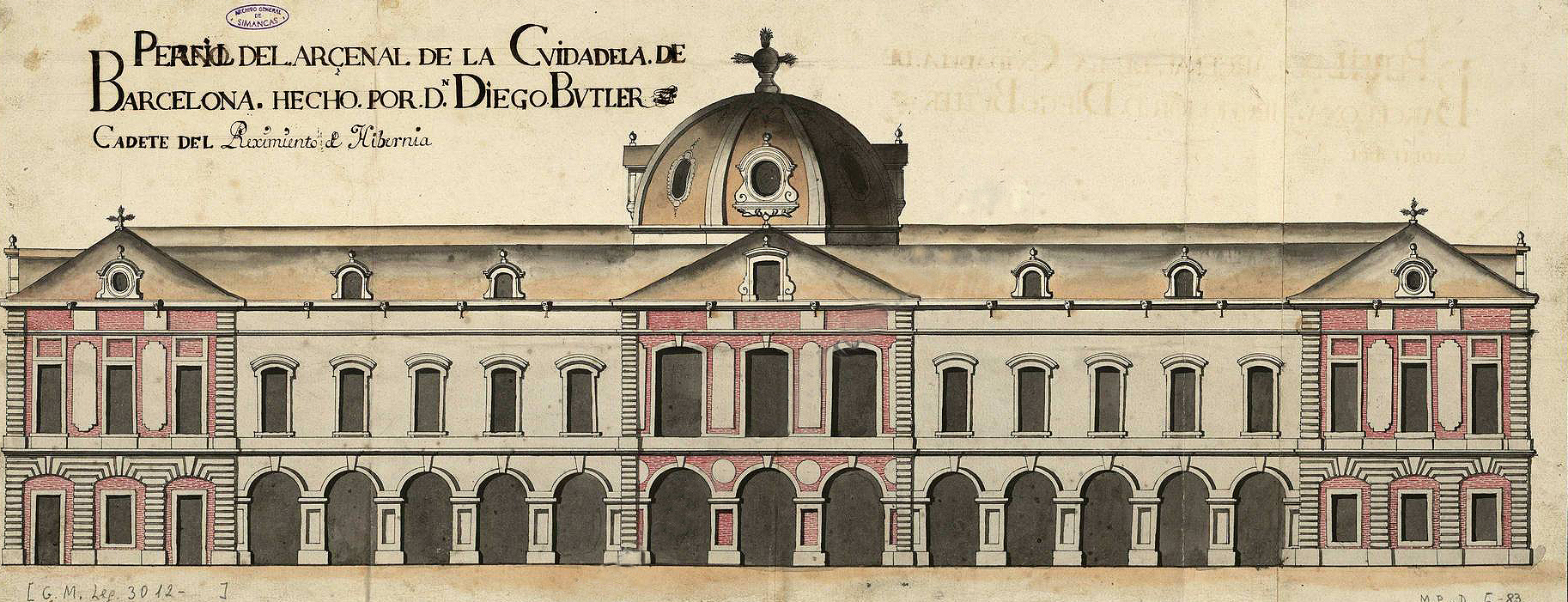
L'arsenal de la citadelle en 1725.

Le bâtiment est construit par l'ingénieur militaire Georges-Prosper de Verboom comme arsenal. Il est édifié à l'intérieur de la citadelle également construite par Verboom entre 1716 et 1725 sur ordre de Philippe V afin de contrôler la population de Barcelone. En effet, lors de la guerre de Succession d'Espagne qui dure de 1701 à 1714, les Catalans se sont rangés du côté de Charles VI (maison de Habsbourg) contre Philippe V.
Le bâtiment de l'arsenal a une surface totale de 5 532 m2, répartie en deux étages et des combles. Il est construit avec des pierres de Montjuïc et des tuiles rouges. De style classique français, il est de forme cruciforme. Le rez-de-chaussée est constitué de galeries voûtées. Quatre patios sont situés entre les quatre bras. Le pavillon central est couronné par une coupole. La façade se distingue par un ensemble d'arcades qui forment un porche au rez-de-chaussée,.
À plusieurs reprises les édiles de Barcelone demandent la démolition de la citadelle. Mais ce n'est qu'à la fin du XIXe siècle, alors que Barcelone cesse d'être une place-forte et du fait de la Révolution de 1868, qu'il est décidé de démolir la citadelle. C'est le 3 octobre 1868 que la junte révolutionnaire décrète la démolition de la citadelle. Le 15 octobre le maître d'œuvre républicain Josep Fontserè publie l'« Anteproyecto para la construcción de un jardin o parque y de museos para la Ciencia, el Arte y la Industria en la actual Ciudadela. » [« Avant-projet de construction d'un jardin ou parc dédié à la science, aux arts et à l'industrie dans l'actuelle citadelle »]. Dès le 16 octobre, les travaux de démolition commencent. Josep Fontserè n'est pas le seul à s'intéresser au lieu, l'architecte Miquel Garriga propose aux autorités, entre autres réalisations postérieures à la démolition, la réalisation d'un « Panthéon des victimes de la liberté » (Panteó de les Victimes de Llibertat) à la place de l'église paroissiale militaire.
Par la loi du 12 décembre 1869, le gouvernement donne officiellement la propriété du terrain occupé par la citadelle à la mairie de Barcelone qui en prend officiellement possession le 22 décembre. Conrad Roure, journaliste et dramaturge catalan, se souvient qu'à ce moment la citadelle n'existe plus, que l'emplacement est devenu une vaste esplanade où ne subsistent que quelques bâtiments qui servent de casernes et l'église.
La loi du 12 décembre précise la destination des terrains libérés puisqu'ils doivent être utilisés pour réaliser des parcs et des jardins, de toute manière nécessaire à une ville qui n'en possèdent pas. Le 1er mars 1871, un appel d'offres public est lancé par la mairie pour la construction d'un jardin de 307 667 m2. Les travaux démarrent en 1875 sous la direction de Josep Fontserè, mais ils sont lents et ne vont s'accélérer qu'avec la perspective de l'exposition universelle de 1888 qui doit s'ouvrir en avril.
Les négociations avec l'armée, qui possèdent encore le palais du gouverneur, l'arsenal, l'église et deux casernes adjacentes (du Roi et de la Reine), sont longues et difficiles. Finalement, elle se sont conclues en février 1888. Il est décidé de transformer le palais du gouverneur en palais royal, de restaurer l'église, de destiner l'arsenal en un musée d'art et de démolir la poudrière, le magasin de farine et la majeure partie des deux casernes du roi et de la reine.
Seuls trois bâtiments sont conservés, l'arsenal, l'église paroissiale militaire (ca) et le palais du gouverneur, aujourd'hui l'IES Verdaguer.

### L'exposition universelle de 1888
Il ne semble pas que le bâtiment de l'arsenal ait été utilisé pendant l'exposition.
Les travaux de démolition prévus ne commencent qu'en mars 1888. Les travaux de transformation de l'arsenal, encore occupé par les troupes de cavalerie, ne démarrent eux qu'en juillet. Encore a-t-il fallu qu'un groupe de conseiller municipaux occupât pacifiquement les lieux pour que les derniers militaires s'en aillent.

### Résidence royale en 1889
Le palais est transformé par l'architecte catalan Pere Falqués en vue de la célébration de l'Exposition universelle de 1888 et dans le but d'être la résidence de famille royale. Pere Falqués ouvre des balcons au premier étage et fait de la cour centrale un escalier d'honneur. Plus tard, entre 1904 et 1915, il ajoute deux corps latéraux au bâtiment principal. À l'intérieur, il développe un décor de style moderniste, inspiré de l'Opéra de Paris, mettant en valeur des éléments décoratifs tels que blasons, ferronnerie, artisanat et sgraffites. Il décore également la façade extérieure de sgraffite, et place à la hauteur du grenier l'écu de pierre qu'il y avait sur l'ancienne porte de secours de la citadelle, avec les armes de la maison de Bourbon.

### Musée des arts décoratifs et d'archéologie en 1900
En 1900, le bâtiment devient le musée municipal d'arts décoratifs et d'archéologie de Barcelone. À cette occasion et compte tenu du manque de place pour les œuvres du musée, deux ailes latérales sont construites et les bustes de vingt-quatre artistes catalans ajoutés à la façade. Les travaux d'agrandissement sont inaugurés en 1915.
En 1927, un jardin, conçu par le paysagiste français Jean Claude Nicolas Forestier, est construit en face du palais, à l'emplacement de l'ancienne place d'Armes de la citadelle. La sculpture centrale Desconsol, en marbre, est de Josep Llimona. Il réalise en 1917 cette réplique de la sculpture en gypse qu'il avait réalisé en 1903 (aujourd'hui conservée au musée national d'art de Catalogne). Cette réplique est remplacée en 1984 par une copie, l'original de la réplique étant conservé à l'intérieur du palais du Parlement,.

### Palais du parlement de Catalogne en 1932
En 1932, après la proclamation de la Seconde République, le conseil municipal de Barcelone cède le palais le 14 octobre 1932 pour qu'il devienne le siège du Parlement de Catalogne. Le bâtiment fait alors l'objet d'une rénovation tant à l'intérieur qu'à l'extérieur par le décorateur barcelonais Santiago Marco. L'ancien salon du Trône est transformé en salon des sessions, le blason des Bourbon est également remplacé par le blason à quatre barres de la Catalogne. La session inaugurale se tient le 6 décembre 1932.

### Caserne militaire en 1939
En 1939, après la prise de Barcelone par les Nationalistes espagnols, le palais est transformé en caserne le 26 janvier 1939.

### Musée d'art moderne en 1945
En 1945, le palais redevient un musée, plus précisément le musée d'art moderne.

### Palais du parlement de Catalogne et musée d'art moderne en 1980
En 1980, à la mort de Franco, et après le retour de la démocratie en Espagne, le Parlement est à nouveau réinstallé dans le palais, et des travaux de restauration sont entrepris. Le musée d'art moderne continue d'occuper une partie des locaux jusqu'en 2004, jusqu'au transfert des collections au musée national d'art de Catalogne. Le palais n'est plus alors utilisé qu'à des fins parlementaires.